# West Alton
West Alton è un comune degli Stati Uniti d'America, situato nello Stato del Missouri, nella contea di Saint Charles.